# Libro di Daniele
Il Libro di Daniele (in ebraico דניאל‎?, Daniy'èl; in greco antico: Δανιήλ?, Danièl; in latino Daniel) è un testo contenuto nella Bibbia ebraica (Tanakh) e nell'Antico Testamento di quella cristiana. È scritto in ebraico ma contiene una estesa sezione in aramaico (Dan 2,4-7,28).
Il Canone ebraico annovera il libro di Daniele tra i Ketuvim, quello cristiano tra i libri profetici. Esso descrive alcune vicende ambientate nell'esilio di Babilonia (587-538 a.C.) del profeta Daniele, saggio ebreo che rimane fedele a Dio, e visioni apocalittiche preannuncianti il Figlio dell'Uomo-Messia e il regno di Dio.

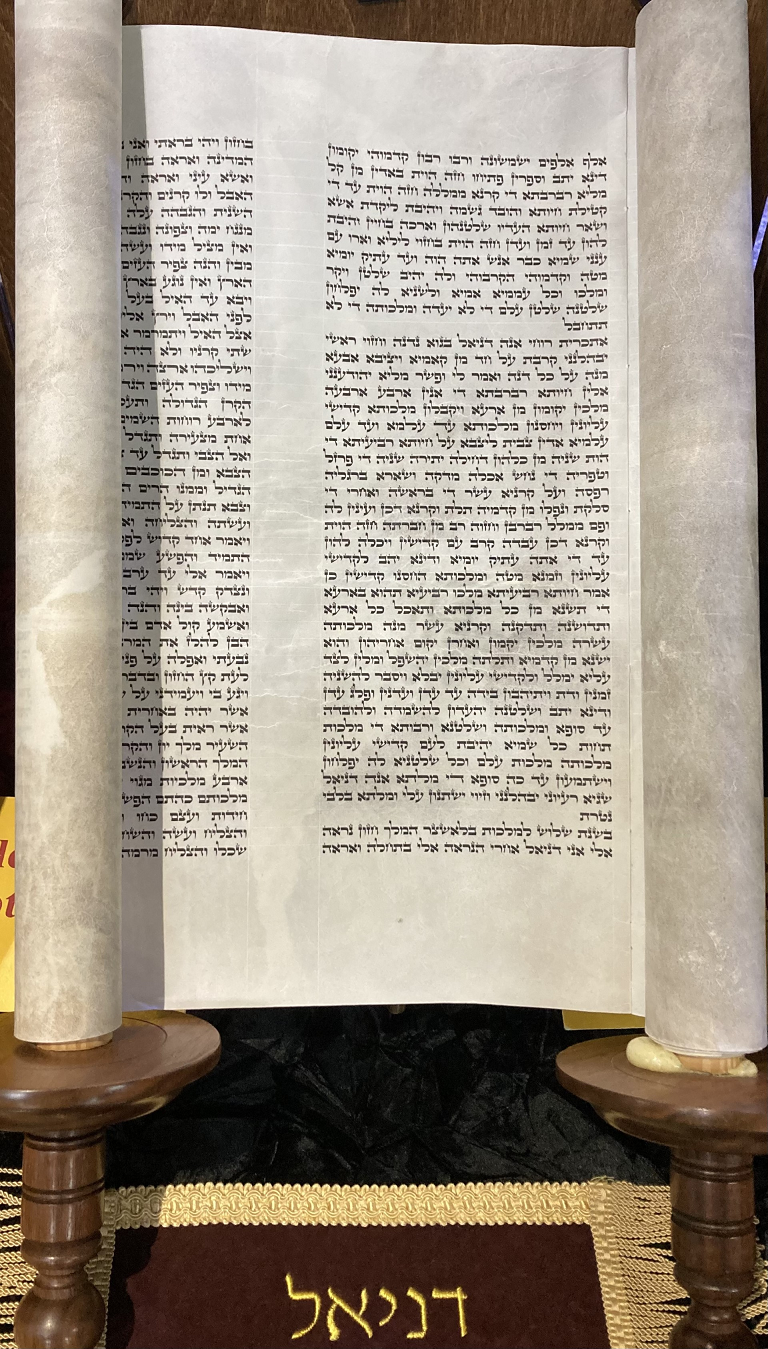
Rotolo del profeta Daniel

Secondo l'ipotesi maggiormente condivisa dagli studiosi, la redazione definitiva del libro avvenne in Giudea in epoca maccabea, circa al tempo della morte di Antioco IV Epifane, avvenuta nel 164 a.C. Il libro, infatti, contiene riferimenti storici attribuibili all'età ellenistica dei Seleucidi e mostra, dal punto di vista letterario, caratteristiche ritenute tardive quali la presenza dei generi letterari haggadico e apocalittico e, da quello teologico, un'angelologia molto sviluppata e la risurrezione corporea dei morti.
Le versioni greche (la "Settanta" e Teodozione) e la Peshitta siriaca contengono anche alcune sezioni assenti nel testo masoretico, per le quali si ipotizza un originale semitico: la preghiera di Azaria e il cantico dei tre giovani nella fornace, la storia di Susanna, Bel e il Drago.

## Generalità
L'esegesi critica moderna ritiene Daniele uno scritto tardivo, di molto posteriore ad altri libri profetici quali Geremia ed Ezechiele.
Si pensa che sia stato scritto durante la persecuzione di Antioco IV di Siria, per infondere coraggio agli Ebrei cui era stato vietato di praticare la propria religione. Più che testo profetico sarebbe quindi un libro apocalittico, di un genere fiorito in età ellenistica a partire dal III secolo a.C.. Come nel caso dei libri di questo tenore, esso opera distinzioni nette tra bene e male, tra Dio e i demoni, tra buoni e cattivi, promettendo la vittoria finale dei primi e la condanna definitiva dei secondi.
Nella versione più ampia (detta dei "Settanta") il libro di Daniele è compilato da originali noti in tre diverse lingue:
- i capitoli 1 e 8-12 ci sono pervenuti in ebraico;
- i capitoli da 2,4 a 7,28 ci sono pervenuti in aramaico;
- i versetti 3,24-90 e i capitoli 13-14 ci sono giunti solo in greco.

L'attuale collocazione del capitolo 13, dovuta a san Girolamo, è narrativamente incongrua perché nell'episodio compare un Daniele giovinetto mentre nei capitoli precedenti è già anziano. Nel testo greco di Teodozione, infatti, il capitolo 13, contenente l'episodio di Susanna, precede tutto il resto del testo, e svolge la funzione di introdurre la figura di Daniele, giudice saggio e fedele sin dall'adolescenza. Questa collocazione conferiva al libro una struttura concentrica, in cui il testo "greco" (ma anch'esso originariamente scritto in aramaico o in ebraico) formava una cornice, che includeva il testo ebraico, che a sua volta include il testo aramaico. Il testo aramaico, a sua volta ha una struttura concentrica, il cui centro è la preghiera di Nabuccodonosor (4,31-34).
I frammenti di Daniele trovati a Qumran testimoniano che la natura bilingue (aramaico/ebraico) del testo esisteva già nel I secolo a.C. e che il testo era molto simile a quello attuale. Benché a Qumran non siano stati trovati frammenti delle sezioni pervenute solo in greco, gli studiosi non dubitano della loro antichità. 
Le sezioni in greco non sono contenute nel canone ebraico e perciò sono considerate "apocrife" dalle chiese protestanti; sono però considerate canoniche dalla chiesa ortodossa e da quella cattolica, che le inserisce fra i libri deuterocanonici.

## Storia testuale
Il testo ebraico masoretico (il cui più antico manoscritto, il Codice di Leningrado, risale solo al 1008 d.C.) ha trovato una buona conferma nei frammenti trovati a Qumran e risalenti ad oltre un millennio prima. La traduzione greca detta di Teodozione è anch'essa una traduzione fedele di un testo proto-masoretico, ma probabilmente è anteriore a Teodozione (viene utilizzata anche nelle citazioni del Nuovo Testamento) e fu semplicemente inserita da lui nella sua Bibbia greca. 

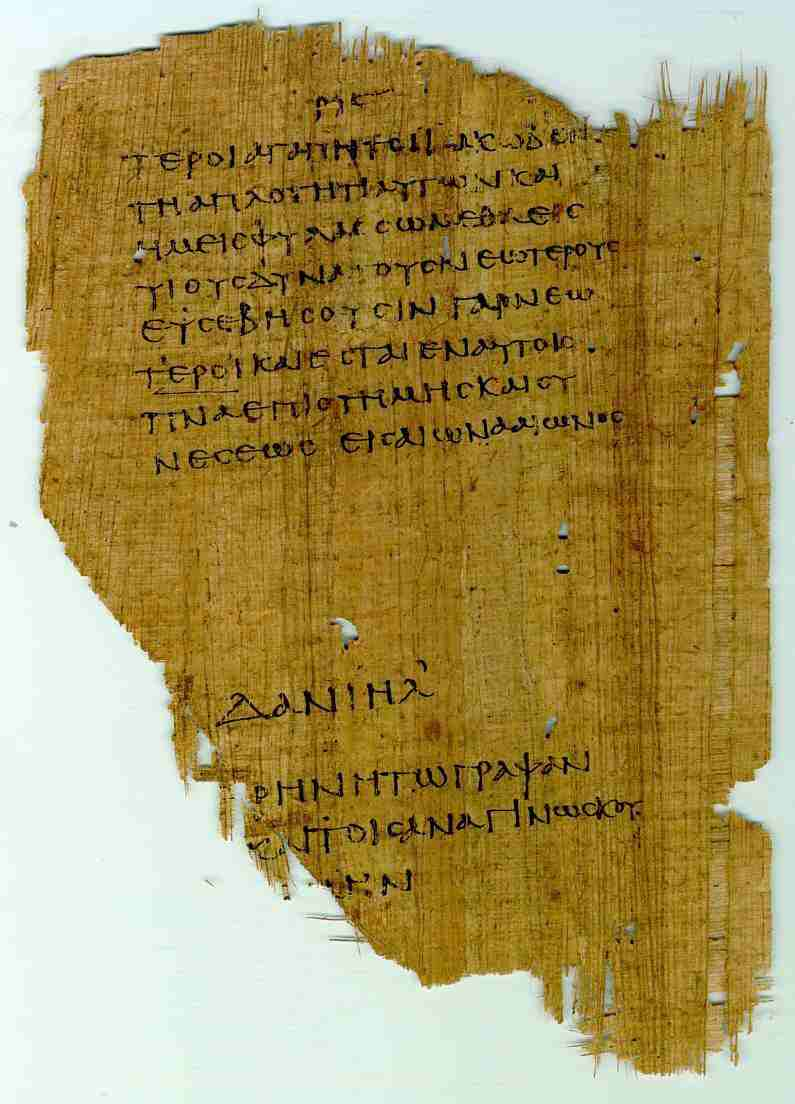
Foglio del Papiro 967 (III secolo), contenente parte del Libro di Daniele, tratta dalla Settanta. Nella foto parte della storia di Susanna.

L'antica traduzione greca della Settanta precede quella detta di Teodozione e presenta perlopiù delle limitate differenze, talvolta supportate dai frammenti di Qumran. Vi sono, però, alcune discrepanze importanti nei capitoli 4-6 e ciò ha portato ad ipotizzare che essa sia la traduzione di un testo ebraico diverso da quello masoretico, e forse leggermente più antico. L'antica versione greca venne rimpiazzata da quella di Teodozione negli stessi manoscritti della Settanta ed è sopravvissuta solo tramite un manoscritto della biblioteca Chigi e tramite il papiro 967, oltre che nella traduzione siriaca letterale della LXX fatta da Paolo di Tella.
La storia del testo è stata fonte di molteplici discussioni. Oggi la grande maggioranza degli studiosi ritiene che le visioni dei capitoli 8-12 siano di epoca maccabea, mentre i racconti dei primi capitoli dipendano da tradizioni dei secoli precedenti. Nonostante la sua organizzazione per episodi, debolmente collegati da annotazioni cronologiche, il libro ha una struttura unitaria, particolarmente evidente nella parte aramaica, organizzata in modo concentrico attorno alla preghiera di Nabucodonosor (4,31-34), molto simile alla preghiera di Nabonide, un testo trovato frammentario a Qumran.
Un altro motivo unificante il libro è la figura di Daniele descritta in analogia a quella di Giuseppe:
- Giuseppe e Daniele sono entrambi condotti in schiavitù
- Entrambi sono cortigiani potenti di un re straniero
- Lo spirito di Dio risiede in loro (Gen 41,38; Dan 5,11)
- Ritengono che l'interpretazione dei sogni provenga solo da Dio (Gen 40,8; Dan 2,28; 8 ecc.)
- Dio fa conoscere il futuro (Gen 41,25; Dan 2,28; 8 ecc)
- Entrambi hanno un bell'aspetto (Gen 39,6; Dan 1,4)
- Hanno una catena d'oro attorno al collo (Gen 41,42; Dan 5,29)

Questo parallelismo è verosimilmente funzionale a sottintendere un altro parallelismo nel prosieguo dei tempi: il ritorno del popolo ebraico nella terra promessa (dall'Egitto e da Babilonia) e un futuro glorioso (il regno di Davide/Salomone per Giuseppe; quello del Figlio d'Uomo per Daniele). 
Si osservi che nel canone ebraico il libro di Daniele è collocato subito prima di quello di Esdra, con cui è collegato in vari modi. Mentre Daniele si apre con la sottrazione degli arredi del Tempio da parte di Nabucodonosor, Esdra inizia raccontando la loro restituzione da parte di Ciro. La redazione bilingue di entrambi i testi e una stessa struttura letteraria, poi, fornirebbe secondo Wesselius un ulteriore collegamento.
Questi indizi motivano alcuni studiosi a ritenere che le vistose discontinuità del testo siano un artificio letterario e a ritornare all'ipotesi di una storia testuale breve e con un solo autore, ma collocata in epoca maccabea.

## Genere letterario
Nella Bibbia ebraica (la Tanakh) il libro di Daniele è collocato nella terza parte, dedicata agli Scritti ("Ketubim"). Per i cristiani, invece, esso si trova nel corpus profetico, come opera del quarto fra i profeti maggiori. Ciò significa che i cristiani hanno privilegiato la sua lettura come profezia cristologica. 
La parte aramaica e quella greca hanno un carattere narrativo e gli esegeti hanno spesso cercato somiglianze con i racconti di corte ("court tales") di altri libri biblici (Giuseppe ed Ester) o di altre letterature semitiche antiche. Il Libro di Daniele avrebbe riutilizzato una raccolta di racconti, nata fra i giudei della diaspora, in cui il tema pagano della rivelazione del futuro tramite sogni sarebbe stato rielaborato per introdurvi la necessità di una interpretazione illuminata da IHWH e concessa solo ai suoi fedeli. In questo senso, quindi, la parte narrativa è un testo unitario di tipo sapienziale: costituisce soprattutto un'apologia della superiorità del monoteismo. 
La parte ebraica, invece, ha molte affinità con la letteratura apocalittica giudaica. La maggior parte di queste opere sono apocrife, non canoniche. Fra esse si segnalano l'Enoch etiope, il Testamento dei Dodici Patriarchi, l'Apocalisse siriaca di Baruc e il Libro dei Giubilei. Nella Bibbia solo i libri di Gioele e di Zaccaria e per il Nuovo Testamento l'Apocalisse di Giovanni possono essere considerati appartenenti, come Daniele, alla letteratura apocalittica.
Le caratteristiche principali di questo tipo di opere sono:
- La passione per l'esoterismo, cioè la rivelazione di segreti altrimenti inaccessibili;
- La pseudonimia, cioè l'attribuzione della rivelazione all'operato di personaggi molto antichi. Ciò è consistente con l'opinione che non potesse darsi alcune rivelazione successiva a quella mosaica. L'uso della pseudonimia era probabilmente evidente ai lettori contemporanei alla redazione, ma era utile in periodi di persecuzione, i periodi cioè in cui la letteratura apocalittica viene più frequentemente redatta e maggiormente apprezzata. Una analogia laica è l'opera lirica del Nabucco per trattare dell'Unità d'Italia aggirando la censura austriaca.
- Le visioni, utilizzate come strumento di rivelazione e spesso collocate in cielo. Benché anche negli scritti profetici si incontrino visioni, quelle degli scritti apocalittici sono caratterizzate da un simbolismo più cerebrale e di interpretazione più complessa.
- L'interpretazione delle Scritture. Gli scritti apocalittici, soprattutto quelli canonici, prendono spesso le mosse dalla necessità di interpretare uno scritto profetico. Per esempio il nono capitolo del libro di Daniele offre una reinterpretazione del cap. 25 di Geremia (cfr. nel seguito la "profezia delle settanta settimane").

## Suddivisione del testo
Tradizionalmente il Libro di Daniele viene suddiviso in due parti in base alle caratteristiche più evidenti del contenuto: i primi 6 capitoli sembrano più storici/narrativi e i secondi 6 più profetici/apocalittici. Questa suddivisione, però, non rispetta la cronologia indicata nel testo, secondo la quale i capitoli 7 e 8 dovrebbero precedere i capitoli 5 e 6. In realtà il testo ha una struttura più unitaria in cui anche i capitoli "profetici" sono utili per interpretare correttamente i capitoli "storici".

### I primi 6 capitoli
Nei primi 6 capitoli si racconta la storia di Daniele, deportato giovinetto a Babilonia al tempo di Ioiakim re di Giuda, e presentato subito come l'ebreo esemplare (come lo hanno definito i biblisti), che anche a corte si rifiuta categoricamente di violare le norme alimentari prescritte dalla sua religione (cap. 1). Nel capitolo 2 egli scioglie l'enigma del sogno di Nabucodonosor, rappresentato dalla celebre statua con il capo d'oro, il petto e le braccia d'argento, il ventre e le cosce di bronzo, le gambe di ferro e i piedi di ferro ed argilla. L'immagine è talmente famosa da essere stata ripresa anche da Dante Alighieri nella Divina Commedia, nella descrizione del Veglio di Creta:
e puro argento son le braccia e il petto,

poi è di rame infino a la forcata;

da indi in giuso è tutto ferro eletto,

salvo che 'l destro piede è terra cotta;

e sta 'n su quel più che 'n su l'altro, eretto.»
(Inferno XIV, 103-111)
In effetti i quattro metalli rappresentano quattro imperi (quello neo-babilonese, quello persiano, quello macedone-greco di Alessandro Magno, quello siriano ellenistico dei Seleucidi per alcuni, o l'impero romano secondo altri movimenti religiosi), mentre i piedi in parte di ferro e in parte d'argilla alludono, secondo alcuni, forse al matrimonio tra Antioco II di Siria e Berenice d'Egitto, secondo altri all'impero romano, secondo altri ancora potrebbe riferirsi all'impero britannico che dominò sulla Palestina agli inizi del novecento.
Il capitolo 3 descrive il famoso episodio dei tre giovani nella fornace, con il celebre Cantico di Azaria, Anania e Misaele che è tra le fonti ispiratrici del Cantico delle Creature di Francesco d'Assisi.
Nel capitolo 4 parla Nabucodonosor in prima persona, descrivendo il sogno del grande albero. Invece il capitolo 5 presenta una cesura netta, perché il re non è più Nabucodonosor ma Baldassar, un suo discendente, e Daniele è ormai anziano. L'episodio qui narrato è anch'esso celeberrimo, immortalato tra l'altro da Rembrandt ne Il festino di Baltassar, olio su tela ora alla National Gallery di Londra: il re, offuscato dai fumi dell'alcool, si mette a banchettare negli arredi sacri derubati al Tempio di Gerusalemme, compiendo un grave sacrilegio, e subito compaiono dal nulla delle dita che scrivono le tre parole «Mene, Teqel, Peres», cioè «misurare, pesare, dividere». È Daniele a decifrare l'enigma, annunciando al re il terribile decreto divino: Dio ha misurato i giorni del re e vi ha posto fine; è stato pesato sulla bilancia e trovato leggero; il suo regno sarà diviso e dato ai Medi e ai Persiani. La profezia si compie puntualmente.
Nel capitolo 6 infine c'è la prima versione dell'episodio di Daniele nella fossa dei leoni (la seconda versione è nel capitolo 14).

### Le profezie

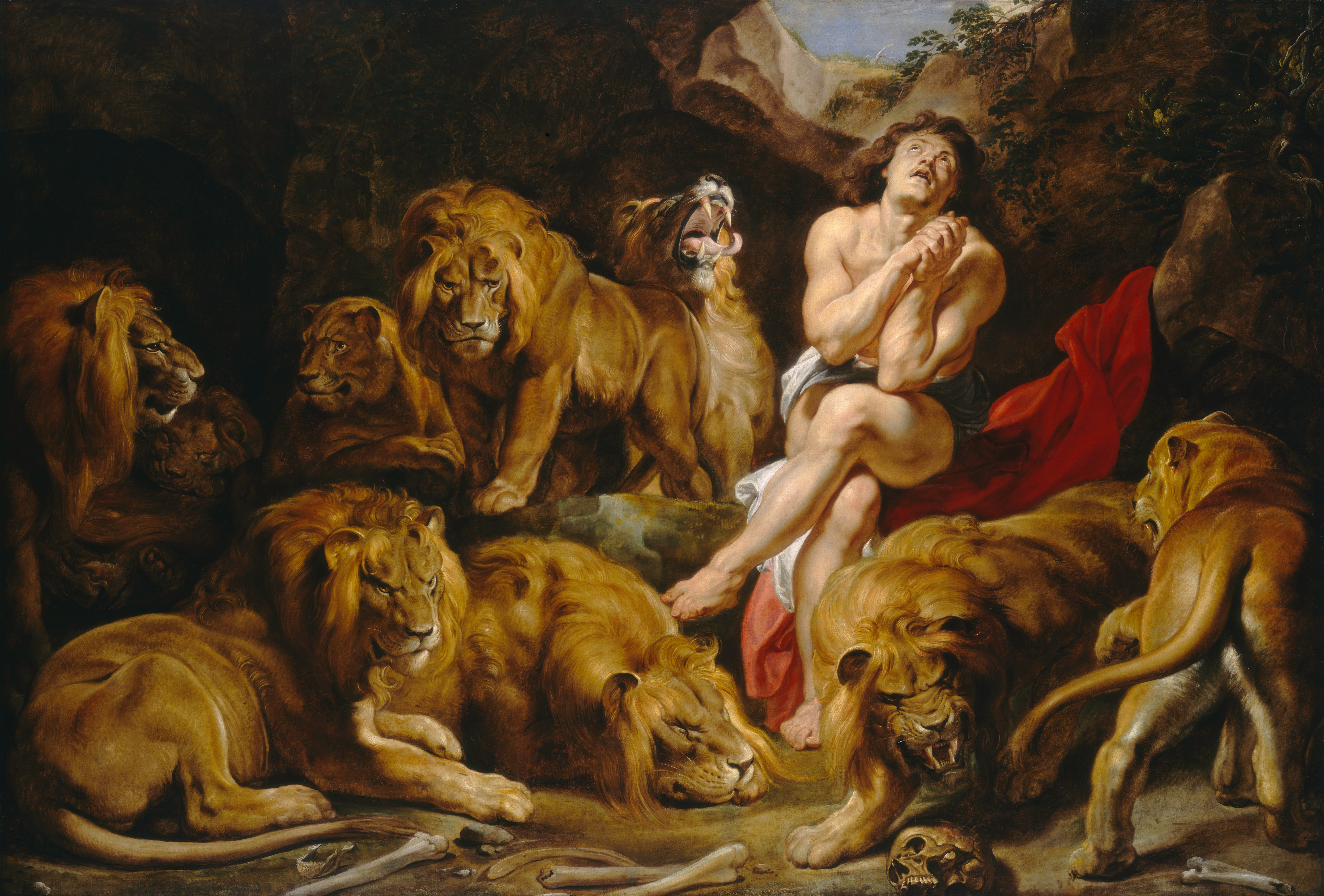
Daniele in mezzo ai leoni.
Dipinto di Peter Paul Rubens.

I capitoli 7-12 rappresentano una diversa sezione, caratterizzata da una serie di visioni, definite notturne; il libro entra così nella sua parte più propriamente apocalittica.
La prima (capitolo 7) è quella delle quattro bestie. Anche queste bestie simboleggiano in effetti dei regni, e c'è posto anche per Antioco IV Epifane (Epifane = "manifestazione di Zeus in Terra"), il persecutore degli Ebrei che avevano storpiato il suo nome in Epimane (= "il pazzo"), e contro cui insorsero i fratelli Maccabei.
Ben più importante, anche in vista della lettura cristologica che ne ha fatto il Nuovo Testamento, è la visione dell'Antico dei giorni e del Figlio dell'Uomo (titolo che Gesù applicò a se stesso). Le successive visioni sono quella dell'ariete e del capro e quella delle settanta settimane (vedi più sotto), composte da anni e non da giorni, ricordata anche da Alessandro Manzoni:
lesse i giorni numerati,

e degli anni ancor non nati

Daniel si ricordò.»
(Alessandro Manzoni, La Resurrezione)
Infine, il capitolo 11 contiene la successione dei sovrani fino alla morte del re Antioco, importante per datare il libro, mentre il capitolo 12 è il più "apocalittico" di tutti, trattando della risurrezione finale e degli ultimi tempi. Un testo destinato a dare speranza ai confratelli, in un'epoca di fiera persecuzione.

#### I 2300 giorni di sconsacrazione
Nel capitolo ottavo viene enunciato che per 2300 sere e mattine il Tempio resterà sconsacrato, un'affermazione che ha dato luogo a mille discussioni fra gli esegeti. Questo periodo viene normalmente interpretato come 1150 giorni solari, sia per l'analoga terminologia del primo capitolo della Genesi sia come riferimento ai due sacrifici giornalieri (Tamid) non celebrati. Secondo Gabriele Boccaccini il conteggio dei giorni deve essere eseguito a partire dall'equinozio di autunno del 167 a.C., quando Antioco IV interruppe il culto ebraico, ed essere calcolato secondo il calendario delle settimane, il cui anno dura 364 giorni: 2300=364x3+1+30+27. Questo periodo quindi dura leggermente più di tre anni e termina il 27-esimo giorno dell'ottavo mese. Questa data come data di ripristino del culto è confermata dalla Megillat Taanit, un testo ebraico della fine del primo secolo. La data del 27 dell'ottavo mese nel calendario delle settimane dovrebbe coincidere, ipotizza Boccaccini, con il 25 Kislev del calendario lunisolare ellenistico, data in cui il culto venne ripristinato secondo il primo libro dei Maccabei e Giuseppe Flavio. Dato che la profanazione del tempio sarebbe avvenuta esattamente tre anni prima, se ne deduce che solo nel mese successivo all'interruzione del culto ebraico Antioco avrebbe sconsacrato il Tempio, facendo celebrare mensilmente i sacrifici di ringraziamento per il suo compleanno.
Secondo l'interpretazione di Boccaccini (ma anche secondo altri esegeti) la profezia dei 2300 giorni è una profezia ex-post e perciò la redazione finale del Libro di Daniele deve essere collocata dopo il 164 a.C., nonostante in altri capitoli l'autore sembri ignorare le modalità e la data della morte di Antioco IV.

#### Le 70 settimane
La rivelazione sulle "settanta settimane", contenuta nel nono capitolo, è stata oggetto di numerose ipotesi sin dall'antichità. Essa descrive eventi che si svolgono per un periodo di settanta settimane di anni (490 anni) fissate da Dio, durante le quali il popolo ebraico avrebbe dovuto espiare le proprie colpe in attesa del Messia (Dan 9,24). In particolare verso la fine del periodo sarà messo a morte un consacrato innocente e un principe di un altro popolo farà distruggere la città di Gerusalemme e il Tempio.(Dan 9,26).
Ritenendo che il periodo di 490 anni debba essere quello intercorso fra la prima distruzione del Tempio a opera dei babilonesi (nel 587 a.C. secondo la cronologia più usuale) e la seconda a opera dei romani (70 d.C.), la cronologia rabbinica del Seder Olam Rabbah ha accorciato di 166 anni la durata del dominio persiano (587+70-1-166=490). Questa cronologia è tuttora alla base del calendario ebraico.
Lo scrittore cattolico Vittorio Messori, nel suo best seller Ipotesi su Gesù (1976), dedica un capitolo a questa profezia delle settanta settimane, seguendo una interpretazione già di altri studiosi cristiani sin dall'antichità. Questa cifra, che molti ritengono del tutto simbolica, viene presentata da Messori come una profezia sconvolgente. 
Se, infatti, il computo dei 490 anni è fatto partire dall'Editto di Artaserse del 457 a.C., che secondo molti segnò il vero ritorno dei Giudei a Gerusalemme, si arriva proprio al 34 d.C. che è la data in cui sarebbe stato ucciso il diacono Stefano, e quindi la rivelazione cristiana venne definitivamente rigettata da parte del sinedrio, e premessa dell'avvio della predicazione ai gentili e della realizzazione delle promesse messianiche.
Lo studio dei "manoscritti di Qumran" scoperti tra 1947 e 1956 ha permesso di sapere che gli esseni, nel documento 11Qmelch 7-8, riuscirono a definire un lasso di tempo in cui sarebbe apparso il Messia. Gli studi di Wacholder sul cronomessianismo sabbatico e di Beckwith affermano fosse atteso tra il 10 a.C. e il 2 d.C..  Base di questo calcolo è la profezia delle 70 settimane.

### L'appendice deuterocanonica
I capitoli 13 e 14, considerati canonici dalla Chiesa cattolica e dalle chiese Ortodosse, ma non da Ebrei e Riformati, contengono due episodi molto noti. Il primo è la storia di Susanna, che più volte ha ispirato gli artisti ed è la parabola del giusto innocente, accusato ingiustamente ma salvato dal Signore per mezzo di un suo inviato, in questo caso il fanciullo Daniele. Nella Septuaginta questo capitolo è posto per primo nel Libro di Daniele, in accordo con l'età del profeta. Venne posto dopo il testo ebraico e aramaico nella Vulgata di Sofronio Eusebio Girolamo, che traduceva un testo biblico ebraico proto-masoretico, in cui i due capitoli deuterocanonici erano ovviamente assenti. Girolamo riferisce le obiezioni ebraiche contro questi testi, ma nei suoi ultimi scritti chiarisce di accettarne la canonicità. La collocazione narrativamente incongrua adottata da Girolamo, diede al testo di Susanna un carattere di "appendice", totalmente assente nella Bibbia greca.
Nel secondo capitolo deuterocanonico, compare un Daniele anziano, in accordo con la posizione di questo capitolo, che concludeva il libro di Daniele nella bibbia greca. Egli compie due grandi imprese sotto il regno di Ciro il grande: prima smaschera l'inganno dei sacerdoti del dio Bel che di notte consumavano i cibi offerti all'idolo e l'indomani affermavano che erano stati mangiati dal dio, e poi uccide il drago adorato dai babilonesi. Per questo Daniele finisce di nuovo nella fossa dei leoni, ma un angelo del Signore chiude la bocca alle fiere e ordina ad Abacuc il profeta di sfamare Daniele nella fossa. Alla fine Ciro lo fa liberare e proclama la grandezza del Dio d'Israele. Secondo l'ordine dei libri biblici della Septuaginta questa proclamazione concludeva l'antico testamento.
Queste storie, che mettono in luce la protezione che Dio accorda al giusto, qualificano Daniele come scopritore di imposture, in accordo con il resto del libro in cui si condanna la pretesa degli imperatori di esigere culto divino. Nella Septuaginta questi due capitoli in greco includono il testo originalmente ebraico, che a sua volta include i capitoli il cui testo ci è pervenuto solo in aramaico.

## Storicità
Sulla storicità degli eventi narrati nel libro di Daniele vi sono state (e vi sono) molte controversie. Infatti Daniele (Dan'el) compare nei testi di Ras Shamra come il prototipo di giudice giusto e saggio e in questo senso farebbe riferimento a lui anche il profeta Ezechiele, che lo assimila a Noè e a Giobbe (14,14 e 28,3). Potrebbe, dunque, essere un personaggio esemplare utilizzato come tale nelle letterature del Vicino Oriente antico (come re Artù nei romanzi del ciclo Bretone). Ciò contribuirebbe a spiegare come mai nel canone ebraico il Libro di Daniele non sia considerato un libro storico o profetico, ma faccia invece parte degli "Scritti" (ketuvim), testi considerati ispirati da Dio ma di natura letteraria (si pensi ad esempio ai Salmi).

### Nabonide e Baldassarre
I dati storici contenuti nel testo, soprattutto nei capitoli 1-6, sono stati al centro di numerose controversie. In Dan 5,1 si cita "re Baldassarre", che i testi caldei citano come figlio dell'ultimo sovrano della dinastia, Nabonide (Nabonedo) e lo ricordano come capo delle truppe babilonesi all'epoca della campagna di Ciro in Mesopotamia. Se Baldassarre non fu mai il vero re è però probabile che egli venne associato al trono del padre quando questi era ancora in vita (un uso comune nell'Antico Vicino Oriente per preparare la successione) ed ebbe la reggenza per alcuni anni, mentre il padre era a Tema, in Arabia, per curare una grave malattia. La memoria dell'autore biblico dunque si riferirebbe a questa reggenza. La datazione dell'inizio delle visioni notturne del profeta in Dan 7,1 va evidentemente riferita al primo anno della reggenza di Baldassarre.
A sostegno della storicità di tale reggenza vi è anche Daniele 5:29 in cui il "re Baldassarre" promette al profeta giudeo di "costituirlo come terzo governante del regno" dopo aver interpretato la divina scritta su un muro del palazzo, lasciando intendere, dunque, che lui stesso non era il primo ma il secondo "governante" del regno.

### Alcune conferme
Per quanto Baldassarre, allo stato delle conoscenze attuali, non risulti sia mai stato formalmente incoronato, gli storici greci Erodoto e Senofonte ci confermano che Babilonia fu presa dai Persiani mentre era in corso una festa religiosa, senza quasi che gli abitanti se ne rendessero conto. Proprio come racconta il capitolo 5 del libro di Daniele.

### Dario il Medo?
Il versetto 5,31, in cui compare come nuovo re di Babilonia un certo "Dario il Medo", è sconcertante dal punto di vista storico dato che un re dei Medi con questo nome è sconosciuto. Si potrebbe pensare che l'autore biblico confonda Ciro con il suo successore Dario I, figlio di Istaspe, satrapo dell'Ircania, che regnò dal 521 al 486 a.C. Infatti in Dan 6,1-2 si accenna al fatto che questo Dario il Medo riorganizzò l'impero in satrapie: proprio ciò che storicamente ha fatto Dario I (Ciro e suo figlio Cambise erano invece dei conquistatori). Questa proposta, comunque, non spiega perché Dario sia detto "medo".
Si potrebbe, allora, avanzare l'ipotesi che questo Dario il Medo non sia altro che un governatore del regno di Babilonia, costituito da Ciro il Grande. Alcune opere di consultazione, infatti, propendono per l'identificazione di Dario il Medo con Gubaru (di solito identificato con il Gobria della Ciropedia di Senofonte), che conquistò Babilonia e ne diventò governatore per conto di Ciro il Grande. Non c'è difficoltà a supporre che Gubaru fosse di stirpe meda perché Ciro stesso era medo per parte di madre ed era diventato re anche dei medi al posto di suo nonno Astiage con il consenso e l'aiuto di parte dell'aristocrazia meda. Le prove addotte sono in sintesi le seguenti:
- Un antico testo cuneiforme, la Cronaca di Nabonedo, nel descrivere la caduta di Babilonia dice che Ugbaru "governatore di Gutium e l'esercito di Ciro entrarono a Babilonia senza combattere"; poi, dopo aver descritto l'ingresso di Ciro in città avvenuto 17 giorni più tardi, l'iscrizione afferma che Gubaru, "il suo governatore, insediò dei governatori in Babilonia", la stessa cosa che viene detta di Dario il Medo nel testo biblico (Dan 6:1,2).
- Altri testi cuneiformi indicano inoltre che per 14 anni un "Gubaru" (forse non coincidente con il precedente[33]) fu governatore non solo di Babilonia ma dell'intera regione e anche della "regione oltre il fiume", che includeva Siria, Fenicia e Palestina fino al confine con l'Egitto. Quindi Gubaru governava una regione che si estendeva per tutta la lunghezza della Mezzaluna Fertile, più o meno i vecchi territori del precedente impero babilonese.
- Va ricordato che in (Dan 9,1) viene detto che Dario il Medo "era stato costituito" (quindi messo al potere da qualcun altro, il che fa pensare che fosse un governatore, come questo Gubaru) "re sul regno dei Caldei", ma non "re di Persia" come invece viene definito Ciro (Dan 10:1). Anche in (Dan 5:31) si dice che Dario "ricevette il regno", non che lo conquistò o lo ereditò. Quindi si avanza l'ipotesi che "Dario" fosse il titolo regale assunto da questo satrapo della Babilonia, essendo "Dario" un antico titolo reale iraniano, e che costui assumesse la dignità reale mentre Ciro aveva assunto quello di "re dei re". Altri storici confermano questa possibilità, affermando che "su tutta questa regione, Gobria (Gubaru) governava quasi come un monarca indipendente" e, quindi, rendendo plausibile che Dario il Medo fosse in realtà un viceré che governava sul regno dei Caldei ma subordinato a Ciro, il supremo monarca dell'impero persiano, che portava appunto il titolo di "re dei re".

A sostegno di questa ipotesi viene osservato che, nei rapporti con i sudditi babilonesi, Ciro era "re di Babilonia, re delle nazioni", sostenendo in tal modo che l'antica dinastia di monarchi babilonesi rimaneva ininterrotta ed "egli lusingava la loro vanità, si assicurava la loro lealtà" dando il titolo formale di re al satrapo, come in questo caso al satrapo Gobria che rappresentava l'autorità sovrana dopo la partenza del re.

### La successione dei re persiani
Seguendo la prima ipotesi che vede "Dario il medo" come Dario I (figlio di Istaspe), la successione dei re persiani presenterebbe delle gravi incongruenze rispetto alle conoscenze storiche attuali. In Dan 6,29 Ciro è presentato come successore di Dario, invece Dario I salì al potere quattro anni dopo la morte di Ciro il Grande. L'inesattezza si annulla se a Dario si sostituisce Ciassare o suo figlio Astiage. In Dan 9,1 Dario è chiamato "figlio di Serse", ma era esattamente il contrario: Serse (l'Assuero del Libro di Ester) era figlio di Dario.
Ovviamente, tutta la serie di incongruenze storiche si annulla con la molto più probabile seconda ipotesi, ossia, quella che vede il biblico "Dario il medo" come Gubaru, il governatore caldeo della Babilonia.

### I testi deuterocanonici
Tali testi, non contenuti dalla Bibbia ebraica e in quella protestante (nella cui visione scritturale vengono definiti "apocrifi"), narrano gli episodi di Susanna, dei sacerdoti di Bel e del drago; sono privi di riferimenti precisi che li rendano episodi storicamente accertabili. L'unico elemento accostabile storicamente a un mito preesistente, ma privo di indicazioni cronologiche, è quello del drago ucciso da Daniele con un impasto di pece, grasso e peli; presumibilmente si tratta del mitico Mus-Hus, il dragone rappresentato ai piedi del dio Marduk, il protettore di Babilonia e custode delle porte della città. La sua uccisione rappresenterebbe il trionfo dell'unico Dio JHWH sugli dei caldei. L'unico dato suscettibile di riscontri cronologici è in Dan 14,33; un episodio collocato durante il regno di Ciro (= post 538 a.C.), in cui si cita Abacuc come contemporaneo di Daniele, ma il profeta che portò questo nome fu attivo verso la fine del VII secolo a.C. Benché una tradizione iraniana riporti che il profeta sia morto ai tempi di Ciro proprio in Iran e ne indichi il mausoleo tuttora esistente, tale tradizione sembra improbabile ed è forse più semplice supporre che l'autore del testo deuterocanonico non avesse interesse per la verosimiglianza storiografica e introducesse la figura di Abacuc per altri motivi. 
Il particolare irriverente per cui il profeta viene trasportato sollevandolo per i capelli è una citazione implicita di Ez 8,3; un passo in cui il profeta Ezechiele immagina di essere trasportato a Gerusalemme da un angelo che lo tiene per i capelli. Dato che quella di Ezechiele è dichiarata esplicitamente una "visione", anche qui l'autore biblico potrebbe star segnalando che l'episodio deve essere inteso in termini metaforici e non letterali. La scelta di Abacuc come soccorritore di Daniele è probabilmente dovuta al fatto che il profeta proclamò che "il giusto vivrà per la sua fede". Il "cibo" portato da Abacuc è "chiaro simbolo di quella parola divina che libera e dà vita". In particolare Abacuc attesta un termine alle sofferenze dei giusti (si veda Ab 2,3-4)
L'eventuale inesattezza storiografica non inficia il significato religioso del testo. Non bisogna perdere di vista il fatto che il libro di Daniele fu scritto nel II secolo a.C., quindi 400 anni dopo gli eventi che racconta, per un fine ben preciso (rincuorare Israele perseguitato), e non certo con intenti storiografici nel senso moderno del termine.